# NGC 217
NGC 217은 지구에서 약 1억 7,800만 광년 떨어져 있으며, 고래자리에 위치한 렌즈형 은하 또는 나선 은하이다. 1785년 11월 28일, 윌리엄 허셜에 의해 발견되었다.

## 같이 보기
- NGC 1 ~ 999 목록